# Gustave Paternoster
Gustave Dieudonné Emile Ernest Marie Hubert Ghislain Paternoster (Edingen, 7 augustus 1843 - 10 februari 1906) was een Belgisch volksvertegenwoordiger en senator.

## Levensloop
Paternoster was een zoon van de kanthandelaar en schepen van Edingen Ernest Paternoster en van Augustine Paternostre. Gustave bleef vrijgezel.
Hij promoveerde tot doctor in de rechten (1867) aan de Katholieke Universiteit Leuven en werd advocaat in Brussel. Hij was provincieraadslid van 1876 tot 1878. Anderzijds was hij van 1895 tot 1903 gemeenteraadslid en schepen van Edingen.
Paternoster werd in 1878 verkozen tot liberaal parlementslid en vervulde dit mandaat tot in 1906:
- van 1878 tot 1894 was hij volksvertegenwoordiger voor het arrondissement Zinnik,
- van 1894 tot 1900 was hij senator,
- van 1900 tot 1906 was hij volksvertegenwoordiger voor het arrondissement Zinnik.

Hij was ook:
- ondervoorzitter, nadien voorzitter van de provinciale commissie voor de studiebeurzen in Henegouwen,
- bestuurder van de Charbonnages Grand Bouillon,
- bestuurder van de Usines, Boulonneries et Fonderies de La Louvière.